# Perša Liha 2000-2001
La Perša Liha 2000-2001 è stata la 10ª edizione della seconda serie del campionato ucraino di calcio. La stagione è iniziata il 23 luglio 2000 ed è terminata il 28 giugno 2001.

## Stagione

### Novità
Al termine della passata stagione, è salito in Vyšča Liha lo Stal' Alčevs'k. Sono retrocesse in Druha Liha Naftovyk-Ukrnafta, Polіssja Žytomyr, Obolon', Čornomorec'-2 e Torpedo Zaporižžja. Sono salite dalla Druha Liha Bukovyna Černivci, Borysfen e Dnipro-2.
Dalla Vyšča Liha 1999-2000 sono retrocesse Prykarpat'e Ivano-Frankivs'k, Čornomorec' e Zirka.
Lo Javir-Sumy ha cambiato denominazione in Spartak Sumy.

### Formula
Le diciotto squadre si affrontano due volte, per un totale di trentaquattro giornate. Le prime due classificate vengono promosse in Vyšča Liha.
Le ultime tre classificate retrocedono in Druha Liha.

## Classifica finale
|  | Pos. | Squadra                       | Pt | G  | V  | N  | P  | GF | GS | DR  |
|  | ---- | ----------------------------- | -- | -- | -- | -- | -- | -- | -- | --- |
|  | 1.   | Dinamo-2 Kiev                 | 68 | 34 | 18 | 14 | 2  | 61 | 25 | +36 |
|  | 2.   | Zakarpattja                   | 64 | 34 | 19 | 7  | 8  | 50 | 38 | +12 |
|  | 3.   | Polihraftechnika Oleksandrija | 63 | 34 | 18 | 9  | 7  | 50 | 22 | +28 |
|  | 4.   | Mykolaïv                      | 59 | 34 | 17 | 8  | 9  | 41 | 30 | +11 |
|  | 5.   | L'viv                         | 58 | 34 | 17 | 7  | 10 | 40 | 31 | +9  |
|  | 6.   | Čornomorec'                   | 57 | 34 | 17 | 6  | 11 | 44 | 28 | +16 |
|  | 7.   | Metalurh Nikopol'             | 50 | 34 | 14 | 8  | 12 | 30 | 34 | -4  |
|  | 8.   | CSKA-2 Kiev                   | 46 | 34 | 15 | 1  | 18 | 36 | 43 | -7  |
|  | 9.   | Volyn'                        | 44 | 34 | 13 | 5  | 16 | 41 | 38 | +3  |
|  | 10.  | Vinnycja                      | 44 | 34 | 12 | 8  | 14 | 35 | 41 | -6  |
|  | 11.  | Dnipro-2                      | 43 | 34 | 13 | 4  | 17 | 41 | 43 | -2  |
|  | 12.  | Borysfen                      | 43 | 34 | 12 | 7  | 15 | 28 | 34 | -6  |
|  | 13.  | Šachtar-2                     | 43 | 34 | 13 | 4  | 17 | 31 | 39 | -8  |
|  | 14.  | Prykarpat'e Ivano-Frankivs'k  | 42 | 34 | 12 | 6  | 16 | 36 | 46 | -10 |
|  | 15.  | Zirka                         | 40 | 34 | 10 | 10 | 14 | 27 | 34 | -7  |
|  | 16.  | Čerkasy                       | 34 | 34 | 9  | 7  | 18 | 35 | 51 | -16 |
|  | 17.  | Spartak Sumy                  | 31 | 34 | 8  | 7  | 19 | 20 | 46 | -26 |
|  | 18.  | Bukovyna Černivci             | 26 | 34 | 6  | 8  | 20 | 18 | 41 | -23 |

Legenda:
      Promossa in Vyšča Liha 2001-2002
      Retrocessa in Druha Liha 2001-2002
Note:
Tre punti a vittoria, uno a pareggio, zero a sconfitta.